# Raymond Coche
Raymond Coche (ur. 26 stycznia 1904 w Valence, zm. 24 listopada 1996 w Grenoble) – oficer oddziałów piechoty górskiej (tzw. chasseurs alpins), alpinista oraz odkrywca francuski.

## Biografia
W 1935 r. kapitan Raymond Coche wraz z Rogerem Frisonem-Roche’em, Pierre’em Ichakiem, François de Chasseloupem-Laubatem oraz Pierre'em Lewdenem wziął udział w wyprawie w algierskie góry Ahaggar. Najważniejszymi osiągnięciami misji Coche’a były:
- wspięcie się po raz pierwszy na szczyt Garet El Djenoun (2330 m), „górę duchów”, która dotąd pozostawała niezdobyta;
- oficjalne odkrycie dzieł naskalnych w górach Ahaggar (w wadi Martutak), które zostały później opisane podczas misji Henriego Lhote’a.

W sierpniu 1940 r. jako komendant Raymond Coche, oficer 6. batalionu piechoty górskiej, po powrocie z udanej francuskiej wyprawy do Narwiku (Norwegia), stał się współzałożycielem organizacji Jeunesse et Montagne (dosł. „Młodzież i Góry”), której celem było zaangażowanie zdemobilizowanej młodzieży po klęsce Francji w czerwcu 1940 r. Dołączył do działającego na obszarze zwanym Delfinatem (fr. Dauphiné) oddziału Francuskich Sił Wewnętrznych (FFI), czyli organizacji zjednoczonego ruchu oporu. Mieszkał w miejscowości Monêtier-les-Bains (południowy wschód Francji), gdzie wybudował górską chatę, w którym mieszkała jego rodzina, podczas gdy on ukrywał się w górach.
W 1962 r. Raymond Coche został mianowany generałem. Ożenił się przed II wojną światową, był ojcem sześciorga dzieci urodzonych między 1932 a 1948 r.